# Eilema caniola
Eilema caniola — вид метеликів з родини еребід (Erebidae).

## Поширення
Вид поширений по всій Європі, Північній Африці та Північній Азії на схід до Сахаліну. Ця теплолюбна міль зазвичай трапляється в містах, а її гусеницю можна зустріти на старих стінах, дахах, галькових пляжах і скелястих ділянках.

## Опис
Розмах крил 28-35 мм. За забарвленням майже такий самий, як Eilema griseola та Eilema lurideola, але передні крила набагато менші, зовнішній край похилий, лише злегка вигнутий; колір набагато світліший, більш жовтувато-сірий, тому блідо-жовта реберна смуга менш помітна. Задні крила дуже бліді, ледве темніші на реберному краї, з верхівкою набагато більш загостреною, ніж у двох згаданих видів, з якими його можна сплутати.
Личинка сіра або червонувато-коричнева з темною дорсальною лінією, червоними підспинними лініями, обрамленими чорним і іноді з білими або чорними плямами.

## Спосіб життя
Ці молі ведуть нічний спосіб життя, а вдень відпочивають на тінистих скелях. Вони літають у двох-трьох поколіннях з липня по вересень залежно від місця розташування. Личинки харчуються водоростями, особливо зеленими плівками Pleurococcus і різноманітними лишайниками, що ростуть на скелях.

## Підвиди
- Eilema caniola caniola
- Eilema caniola torstenii von Mentzer, 1980 (Іспанія)